# Si no le contesto
«Si no le contesto» es una canción de reguetón del dúo Plan B. Fue publicado el 16 de marzo de 2010 por Pina Records, como el primer sencillo del segundo álbum de estudio del dúo, House of Pleasure (2010). La canción contiene tiene un remix con el cantante Tony Dize, Maluma y el dúo Zion & Lennox.

## Recepción
Es una de las canciones más exitosas del dúo, ocupando la posición 37 de la lista Hot Latin Songs y alcanzando su posición más alta hasta el número 8. Además, la canción estuvo por un estimado de 102 semanas en las listas Latin Rhythm Airplay y Tropical Airplay de la revista Billboard.

## Video musical
En el video musical comienza con Chencho y Maldy llegando a un hotel, luego aparece una mujer llamada Andrea tratando de obtener una respuesta de Chencho. Ella le pregunta por qué no puede venir con ella, pero él no responde. Ella piensa que Chencho la podría estar engañando en el hotel con otras mujeres. Maldy está cantando la canción junto con Chencho, ellos van a muchos lugares en su gira y la mujer sospecha más de él. El video termina cuando Chencho está en un ascensor y la mujer (Andrea) aparece y no deja que se cierre, luego abraza a Chencho y se termina el video. Haze es el productor de la canción original y también del remix (que es hecho junto a Tony Dize y Zion & Lennox). Duran "The Coach" y Myztiko tambien fueron co-productores del remix.

## Listas
| Lista (2010)                   | Posición |
| ------------------------------ | -------- |
| U.S. Billboard Top Latín Songs | 37       |

## Versiones
- Si No Le Contesto - Plan B: 03:42
- Si No Le Contesto (Remix) - Plan B Ft. Tony Dize, Maluma y Zion & Lennox: 04:32
- Si No Le Contesto (Remix Crossover) - Plan B Ft. Lumidee, DyNasty: 04:24